# 王维超
王维超（1927年—），笔名王子木，男，原籍黑龙江哈尔滨，生于山东招远，中国电视工作者，曾任广东电视台高级编辑，中国电视艺术家协会主席团委员。